# Milk and Honey
Milk and Honey er et musikalbum af John Lennon og Yoko Ono, der blev udgivet den 27. januar 1984. Albummet blev indspillet i 1980, inden drabet på John Lennon.
Sangene "Let Me Count the Ways" og "Grow Old with Me" er demoversioner og blev ikke færdiggjort inden Lennons død.  
Albummet nåede nr. 3 på den engelske albumhitliste og nr. 11 på den amerikanske albumhitliste.

## Sange
Side A
1. "I'm Stepping Out" (Lennon) - 4:06
2. "Sleepless Night" (Ono) - 2:34
3. "I Don't Wanna Face It" (Lennon) - 3:22
4. "Dont't Be Scared" (Ono) - 2:45
5. "Nobody Told Me" (Lennon) - 3:34
6. "O' Sanity" (Ono) - 1:05

Side B
1. "Borrowed Time" (Lennon) - 4:29
2. "Your Hands" (Ono) - 3:04
3. "(Forgive Me) My Little Flower Princess" (Lennon) - 2:28
4. "Let Me Count the Ways" (Ono) - 2:17
5. "Grow Old With Me" (Lennon) - 3:07
6. "You're the One" (Ono) - 3:56

Bonusspor 2001
1. "Every Man Has a Woman Who Loves Him" (Ono) - 3:19
2. "I'm Stepping Out" (Lennon) - 2:57
3. "I'm Moving" (Ono) - 1:20
4. "Interview with J & Y, December 8th 1980" - 21:55